# Leptogaster formosana
Leptogaster formosana là một loài ruồi trong họ Asilidae. Leptogaster formosana được Enderlein miêu tả năm 1914. Loài này phân bố ở miền Ấn Độ - Mã Lai.